# Objaw Schäffera
Objaw Schäffera – objaw, świadczący o uszkodzeniu ośrodkowego neuronu ruchowego (układu piramidowego), i mający wartość diagnostyczną głównie tam, gdzie pacjent świadomie powstrzymuje powstanie odruchu w klasycznym objawie Babińskiego.
Objaw Schäffera jest dodatni, gdy po uciśnięciu kostki stawu skokowego dochodzi do charakterystycznego wyprostu palucha.
Objaw opisał niemiecki neurolog Max Schäffer (1852-1923).